# گلتیا ۷۴
سیارک ۷۴ (به انگلیسی: 74 Galatea) هفتاد و چهارمین سیارک کشف شده‌است که در ۲۹ اوت ۱۸۶۲ و در مارسی کشف شد.
قدر مطلق سیارک برابر ۸٫۶۶ است.